# Nassarius limacinus
Nassarius limacinus är en snäckart som först beskrevs av Dall 1917.  Nassarius limacinus ingår i släktet nätsnäckor, och familjen Nassariidae. Inga underarter finns listade i Catalogue of Life.